# Szczekociny
Szczekociny és una ciutat del voivodat de Silèsia, a Polònia. És famosa per la batalla de Szczekociny, que va tenir lloc prop de la ciutat el 6 de juny de 1794 durant la insurrecció de Kościuszko.

## Accident ferroviari
El 3 de març del 2012 va haver-hi un greu accident de tren prop de la localitat.

## Galeria d'imatges

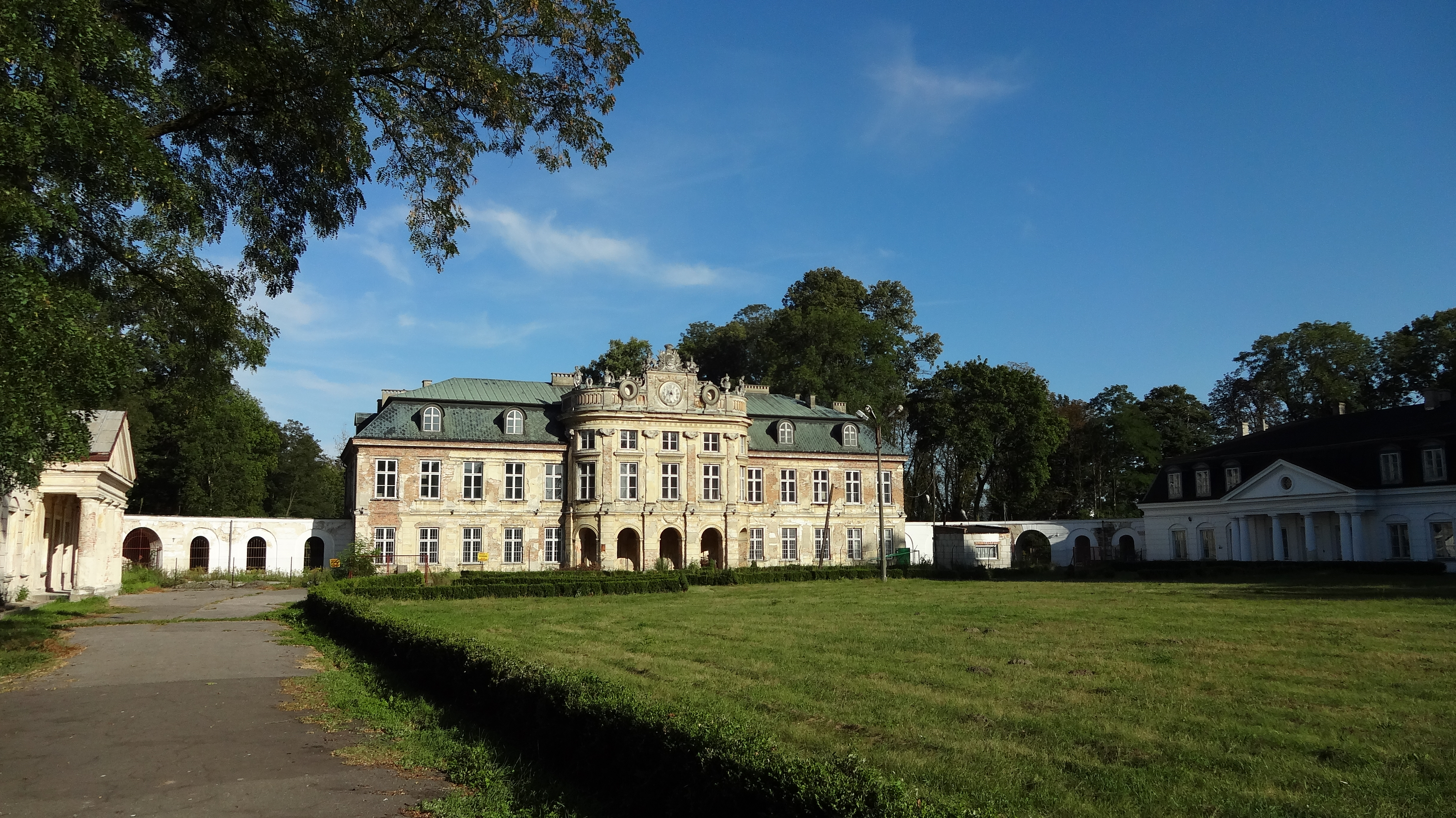
Palau Dembińskich.